# EVOH

Etilen-Vinil-Alcohol.

El Etilen-Vinil-Alcohol, comúnmente abreviado como EVOH o EVAL, es un polímero termoplástico utilizado ampliamente en la industria de empaques para alimentos.

## Propiedades Físico-Químicas
-(CH2-CH2)m-(CH2-CHOH)n-
Su estructura química se compone por un copolímero de etileno y vinil-alcohol que se obtiene a partir del monómero tautomero acetaldehído 
polimerizado con etileno y vinil acetato seguido de hidrólisis. El copolímero EVOH se clasifica según su fracción molar de etileno: 
bajo contenido de etileno provee mejores propiedades de barrera y altos 
contenidos de etileno disminuyen su temperatura de procesamiento. En la industria, 
se encuentran formulaciones donde el copolímero tienen entre 32 y 44% mol de etileno.
Es un material higroscópico, por lo tanto sus propiedades de barrera tienden a variar en función de la humedad presente en el ambiente.

### Propiedades de barrera
A continuación se muestran los rangos en los cuales se encuentran las propiedades de barrera:
- WVTR (tasa de transmisión de vapor de agua – g / m^2-día @38 °C/90%RH) = entre 4.65 y 9.30.
- O2TR (tasa de transmisión de oxígeno - Permeabilidad al O2 (cc / m2-día) @ 25C & 0%RH) = entre 0.016 y 0.031. POR LO TANTO ES HOMODIEGETICO

## Aplicaciones
Este plástico suele utilizarse en empaques para 
alimentos ya que es uno de los polímeros con menor permeabilidad al oxígeno, lo cual ayuda a aumentar la vida en anaquel de los alimentos. Debido a que sus propiedades de barrera evitan el ingreso de oxígeno al interior del empaque, se retardan las reacciones de degradación por oxidación. 
El EVOH se utiliza comúnmente en estructuras multicapa co-extruidas o laminadas con foil de aluminio y/o otros plásticos. 
Por ejemplo, se puede co-extruir: LDPE / LDPE-MA / EVOH / LDPE-MA / LDPE (LDPE=PEBD es polietileno de baja densidad, LDPE-MA es polietileno de baja densidad con injertos de anhídrido maléico).
Una de sus más recientes aplicaciones son tanques de 
combustibles donde se utiliza como barrera a los hidrocarburos. 

## EVOH en envasado de alimentos
Debido a su fuerte barrera contra el oxígeno y el gas, los fabricantes de envases para la industria de los alimentos, incluyendo PremiumPack, utilizan EVOH en la estructura de las bolsa termoencogibles de vacío para extender la vida útil de los productos alimenticios y proteger sus nutrientes contra las bacterias.

### Marcas comerciales
- EVALCA EVAL® - Ethylene Vinyl Alcohol Copolymer Film
- DuPont Selar® - RB 421 EVOH Barrier Resin
- Noltex Soarnol® - Ethylene Vinyl Alcohol Copolymer
- EVASIN ® - Ethylene Vinyl Alcohol Copolymer

Enfoque Alimentaria.